# Lago Winefred
Il lago Winefred 55°30′N 110°35′W è un lago della provincia canadese dell'Alberta. Ha una superficie di 134 km².
Si trova in una regione desolata tra il lago Cold e la cittadina di Fort McMurray, circondato solo da foreste boreali.